# Furacão Blanca (2015)
O furacão Blanca (designação do Centro Nacional de Furacões: 02-E) foi o primeiro ciclone tropical registado em tocar terra na Baixa Califórnia num ano determinado. As origens de Blanca formou-se quando era uma depressão tropical a 31 de maio, Blanca inicialmente lutou por se organizar devido ao forte cisalhamento do vento. No entanto, uma vez que isto diminuiu, o sistema aproveitou as altas temperaturas da superfície do mar e uma ampla humidade. Após converter numa tempestade tropical a 1 de junho, Blanca intensificou-se rapidamente a 2 e 3 de junho, convertendo-se num poderoso furacão de categoria 4 na escala de furacões de Saffir-Simpson; os ventos máximos sustentados atingiram 145 mph (230 km/h) nesse momento.
Blanca provocou uma tremenda afluência de água mais fria, o que provocou um período de debilitamento. Blanca recuperou-se gradualmente disto e recuperou brevemente o estatuto de categoria 4 a 6 de junho, já que se movia geralmente para o noroeste, para a península da Baixa Califórnia. As águas mais frias e o aumento no cisalhamento novamente provocaram o debilitamento a 7 de junho e o sistema golpeou a Baixa Califórnia Sul a 8 de junho como uma tempestade tropical débil. Rapidamente degradou-se a uma depressão e dissipou-se cedo ao dia seguinte.
Ainda que Blanca permaneceu longe de Jalisco, as grandes ondas e as correntes de ressaca produzidas pelo furacão cobraram-se quatro vidas. No noroeste do México, os avisos e advertências levantaram-se antes de que a tempestade tocasse terra. Blanca causou geralmente danos leves na região, que consistiram em árvores caídas e linhas elétricas. A humidade remanescente do sistema estendeu-se pelo sudoeste dos Estados Unidos, o que provocou vários dias de tempestades dispersas. As inundações repentinas ocorreram em vários estados, arrasando estradas e danificando lares, ainda que os efeitos gerais foram limitados.

## História meteorológica

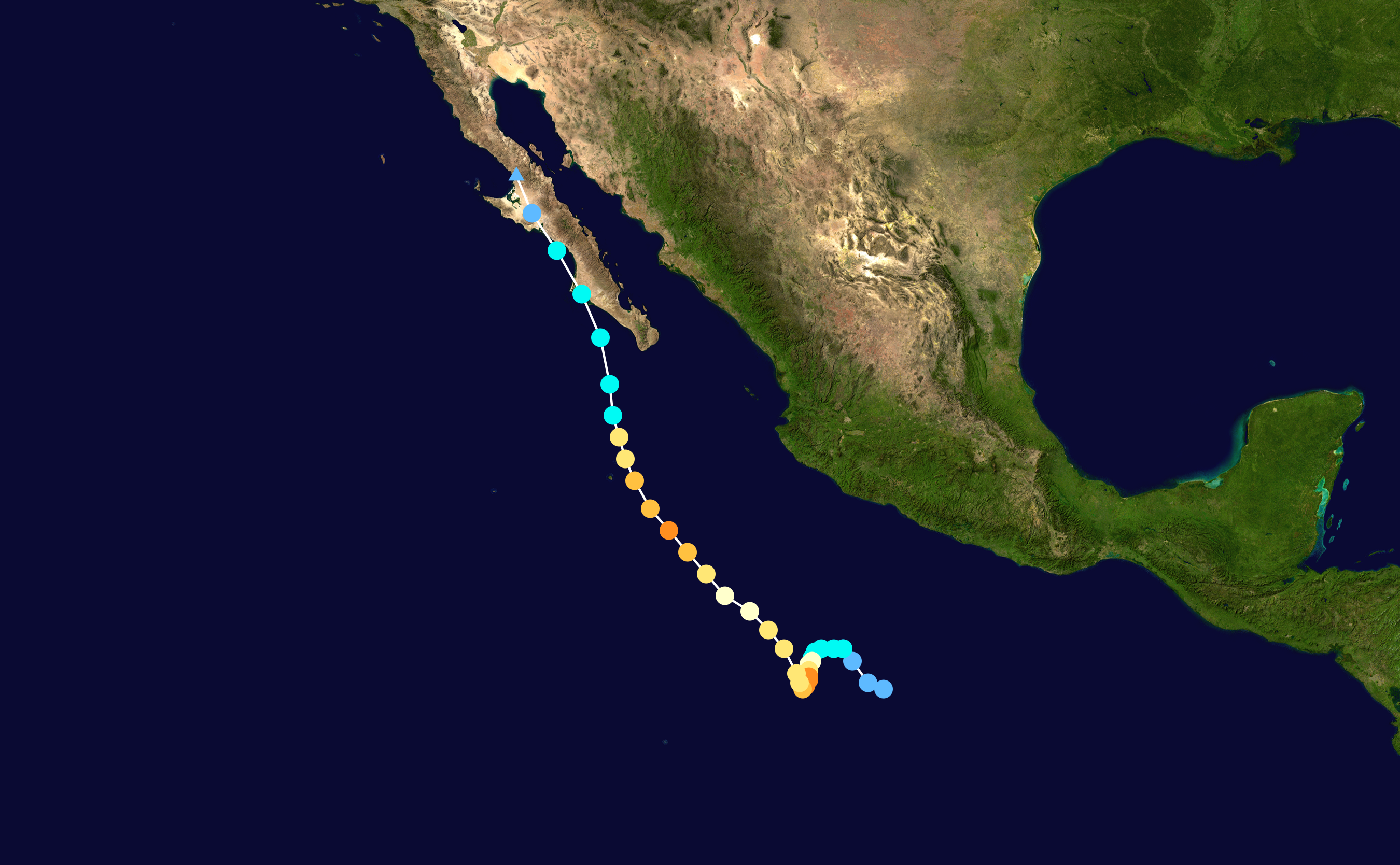
Mapa do furacão Blanca que traça a trajectória e a intensidade da tempestade, de acordo com a escala de furacões de Saffir-Simpson

Uma onda tropical monitorada pelo Centro Nacional de Furacões no final de 27 de maio formou a uma área débil de baixa pressão ao sul de Acapulco, México dois dias depois. Rodeado de ventos de magnitude alta produzidos pelo próximo furacão Andres, a perturbação lentamente organizou-se e converteu-se na depressão tropical Dois-E às 22:30 UTC da 31 de maio e intensificou-se mais tarde a tempestade tropical Blanca às 15:00 UTC ao dia seguinte. Deslocando-se lentamente dentro de um regime de guiamento débil, o ciclone iniciou a intensificar-se rapidamente para a 2 de junho à medida que o meio começou a favorecê-lo e às 21:00 UTC foi promovido a furacão de categoria um, marcando a instância mais precoz de ser o segundo furacão em recorde no Pacífico oriental. Após isto, o ciclone experimentou um período de rápida intensificação, demonstrado nas imagens de satélite com as formação de um olho em forma de buraco de alfinete. O Blanca foi promovido a furacão de categoria quatro às 15:00 UTC de 3 de junho, considerado como um recorde em ser o segundo furacão maior precoz em recorde no Pacífico oriental. Este recorde superou ao anterior facto pelo furacão Cristina a passada temporada o qual atingiu a categoria de furacão maior a 12 de junho de 2014.
Uma urgência significativa de águas frias causadas pela deslocação lenta do furacão começou a influir a inícios de 4 de junho. O seu olho rapidamente colapsou e a convecção começou a afastar do centro. Um avião de reconhecimento sobrevoou a tempestade a 5 de junho e encontrou-se ao Blanca mais débil, sendo degradado a categoria um, com ventos com força de furacão confinados a uma área localizada na parte sudeste da parede de olho. Obviando a condições favoráveis, o Blanca significativamente se reintensificou e atingiu o seu segundo pico de intensidade como categoria quatro e apresentando ventos máximos de 215 km/h a 6 de junho. Após isto, as águas frias e o cisalhamento de vento ao sudeste propiciou o início da sua tendência debilitatória uma vez mais. Após debilitar-se a tempestade tropical a 7 de junho, O Blanca tocou terra ao redor das 12:00 UTC de 8 de junho, para perto de a cidade de Puerto Cortés, Baixa Califórnia Sul com ventos de 75 km/h e converteu-se na instância mais temprã de tocar terra sobre Baixa Califórnia durante o curso de um ano desde que se começou a registar-se os recordes em 1949. Após isto, o Blanca se debilitou a depressão tropical antes de degenerar numa baixa pressão remanescente a inícios de 9 de junho, quando a sua atividade convectiva desapareceu.

## Preparações

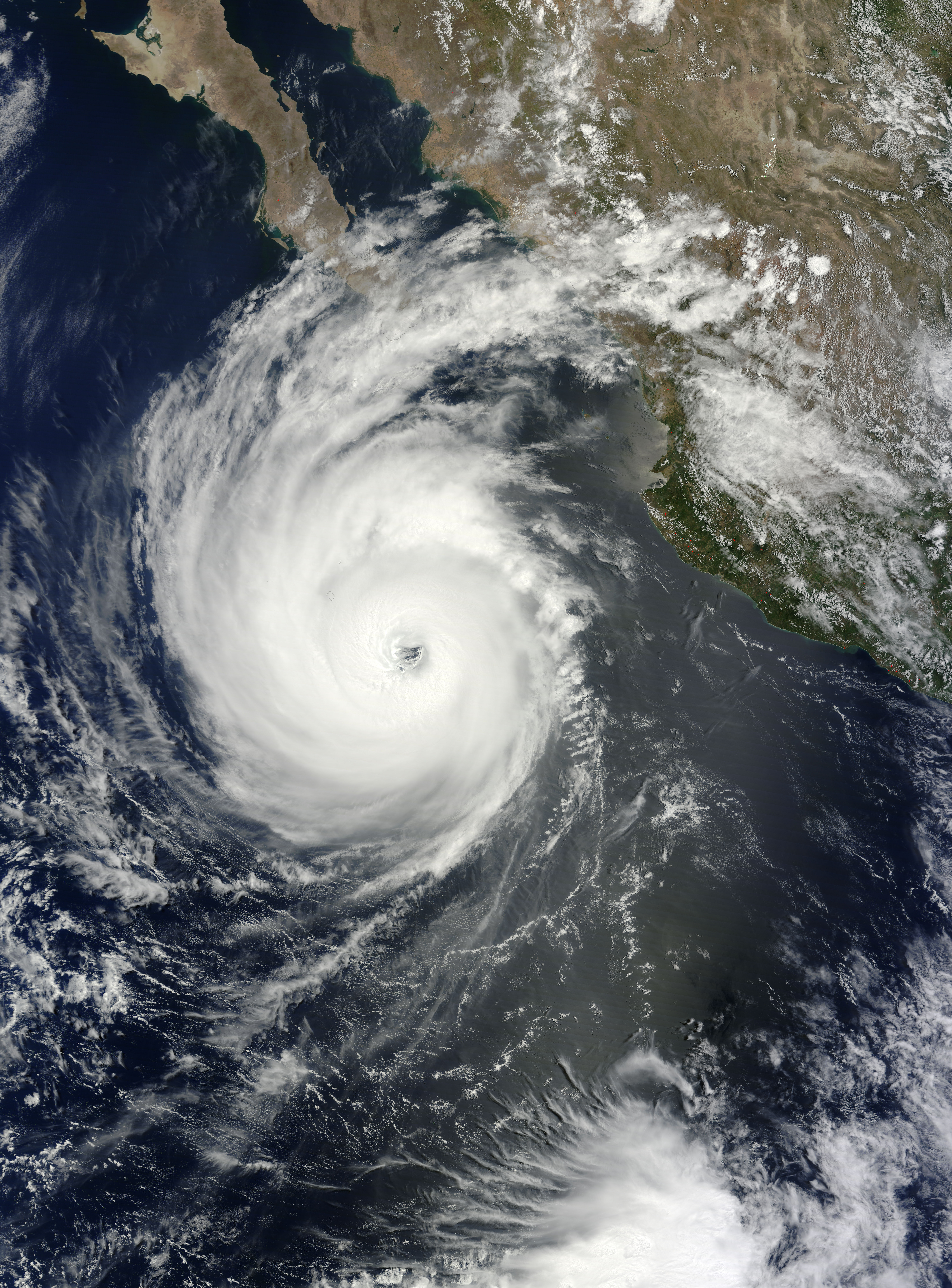
Furacão Blanca para perto da sua força máxima de maneira imediata a 6 de junho

### Impacto

#### México
A 3 de junho, as autoridades governamentais tomaram precauções por todo os estados de Baixa Califórnia Sul, Colima, Guerreiro, Jalisco, Michoacan, Nayarit, Oaxaca e Sinaloa devido ao potencial impacto que o furacão provocasse. Um colectivo de 3.000 tropas do exército e marinha mexicana deslocou-se ao estado da Baixa Califórnia Sul para assegurar o bem-estar dos residentes. Ondas de aproximadamente 5 metros de altura danificaram as instalações costeiras na cidade de Puerto Vallarta, Jalisco. Por toda a Baixa Califórnia Sul, os ventos fortes derrubaram linhas da rede elétrica e deixaram a 104.106 residentes sem eletricidade. A Comissão Federal de Eletricidade (CFE) deslocou a um total de 2.394 pessoas com 849 veículos, 160 grúas e 4 helicópteros para restaurar a eletricidade; 90% dos blecautes foram arranjados durante 12 horas com a tempestade açoitando.

#### Estados Unidos
Os restos de Blanca, ajudados por uma baixa costeira inusualmente tardia, trouxeram vários dias de tempestades dispersas ao sudoeste dos Estados Unidos. Os efeitos na Califórnia concentraram-se principalmente no Deserto de Mojave e a Grande Bacia do sul. Os registos de precipitações diárias romperam-se em várias áreas, ainda que as acumulações foram geralmente menos de 1 polegada (25 mm). Maricopa e Taft receberam 1.5 polegadas (38 mm) de chuva em 30 minutos, o que provocou inundações repentinas que atascaram os veículos e provocaram o fechamento temporário da Estrada Estadual 166. As inundações e os fluxos de lodo cobriram partes da Estrada estadual 190 no condado de Inyo, o que provocou um acidente que lesionou a duas pessoas. Os ventos da tempestade derrubaram várias árvores, duas dos quais caíram em casas móveis. Observou-se um granizo de até 1 polegada (2,5 cm) de diâmetro em Ford City. Algumas inundações tiveram lugar no condado de Santa Bárbara. Os danos em todo o estado ascenderam a $67,000.
Registaram-se precipitações com um recorde em partes da Arizona, com Yuma registando precipitações mensuráveis só pela decima sétima vez em junho desde que os registos começaram em 1876. As precipitações ascenderam a 0.31 polegadas (7.9 mm) na cidade, e 0.21 polegadas (5.3 mm) caíram em Tucson. Em Six Mile Canyon em Nevada, cerca do limite dos condados de Lyon e Storey, caiu 1.13 polegadas (29 mm) de chuva numa hora, o que provocou inundações repentinas. O dano deveu-se principalmente ao paisagismo com efeitos menores nos lares O Pine Nut Creek normalmente seco em Dresslerville elevou-se de 4 a 5 pés (1.2 a 1.5 m) num curto período de tempo, inundando nove casas e cobrindo as baixos ponte da água. Várias estradas através dos condados de Esmeralda, Heureca e Lander foram inundadas. O dano em todo Nevada foi de $46.000.
Depois de uma precipitação superior à média desde abril, as novas precipitações em Novo México provocaram inundações repentinas. As estradas foram arrastadas para perto da barragem Conchas e produziram-se inundações menores para perto de Pojoaque. Uma forte tempestade sobre a Nação Navajo em Novo México gerou um breve tornado EF0 para perto da sede de Napi. Observou-se granizo de até 1,75 polegadas (4,4 cm) de diâmetro e as chuvas provocaram o desbordamento do rio Animas. O dano no estado atingiu $ 20.000. Também se produziram inundações repentinas em Utah, se observou uma rajáda de vento máxima de 70 mph (110 km/h) na montanha Flattop no condado de Emery.